# Ивановский сельсовет (Пензенская область)
Ива́новский сельсове́т — административно-территориальное образование в Бековском районе Пензенской области. Имеет статус сельского поселения.

## География
Ивановский сельсовет расположен на севере, северо-востоке Бековского района и граничит с запада и севера — с Яковлевским сельсоветом Бековского района, на востоке — с Пяшинским сельсоветом Бековского района, на юге — с Миткирейским и Мошковским сельсоветами Бековского района. Расстояние до районного центра пгт Беково — 28 км, до областного центра г. Пенза — 126 км. По территории Ивановского сельсовета протекает речка Пяша.

## Население
| 2002 | 2007 | 2010 | 2011 | 2012 | 2013 | 2014 |
| ---- | ---- | ---- | ---- | ---- | ---- | ---- |
| 775  | ↘759 | ↘680 | ↘677 | ↘604 | ↘571 | ↘544 |
| 2015 | 2016 | 2017 | 2018 | 2021 |      |      |
| ↘527 | ↘511 | ↘499 | ↘475 | ↘419 |      |      |

## Населённые пункты
В состав поселения входят следующие населённые пункты:
- Ивановка — административный центр сельсовета;
- Никольское.

Численность населения по населённым пунктам на 1.01.2011:
| населённый пункт   | Ивановка | Никольское | Итого |
| ------------------ | -------- | ---------- | ----- |
| количество жителей | 346      | 325        | 671   |

## Инфраструктура
На территории Ивановского сельсовета расположены: 5 магазинов, сельский клуб, библиотека (в селе Ивановка), почтовое отделение (в селе Ивановка), основная обрзовательная школа (в селе Ивановка), 2 фельдшерско-акушерских пункта (в сёлах Ивановка, Никольское), филиал Сбербанка России (в селе Ивановка).
Населённые пункты на территории сельсовета имеют сетевую газификацию, централизованное водоснабжение.
По территории Ивановского сельсовета проходит автодорога регионального значения
«Тамбов — Пенза» — Беково — с асфальтовым покрытием, обеспечивающая транспортную связь с населёнными пунктами и районами Пензенской области (в том числе с районным центром пгт Беково). К селу Ивановка проложена автодорога с асфальтовым покрытием.

## Администрация
442946, Пензенская область, Бековский район, с. Ивановка, ул. Центральная,4. Тел.: +7 84141 51-394.
И. О. Главы администрации Ивановского сельсовета является Суркова Елена Борисовна.